# Hermann-Bernhard Ramcke

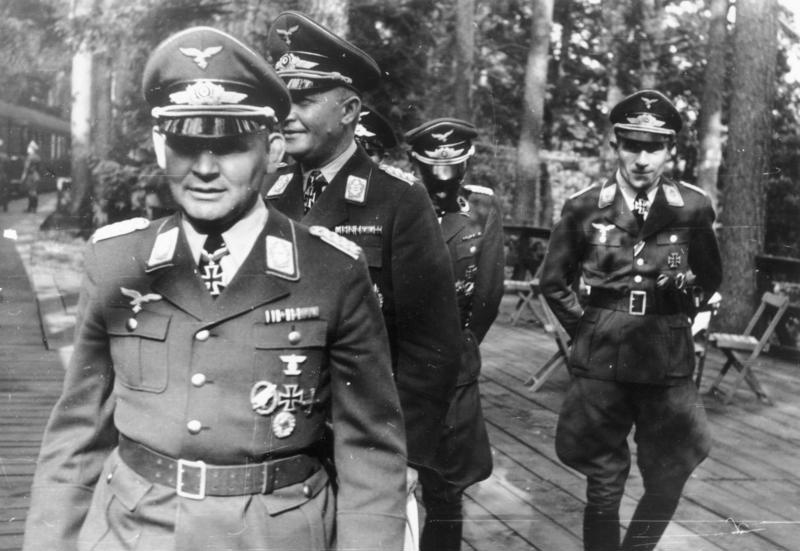
Ramcke, Kurt Student und Hans Kroh, 1941

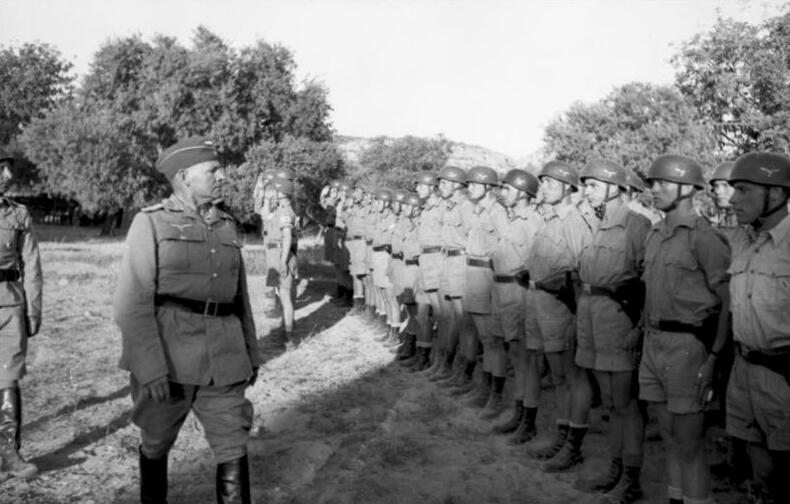
Ramcke beim Abschreiten einer Kompanie angetretener Fallschirmjäger, Kreta, Ende Mai 1941

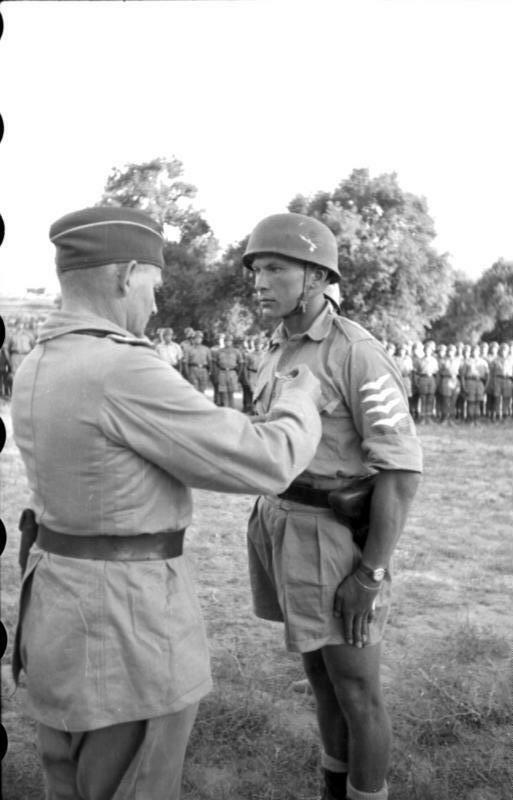
Ramcke bei der Ordensverleihung an einen Stabsfeldwebel der Fallschirmjäger, Kreta, Ende Mai 1941

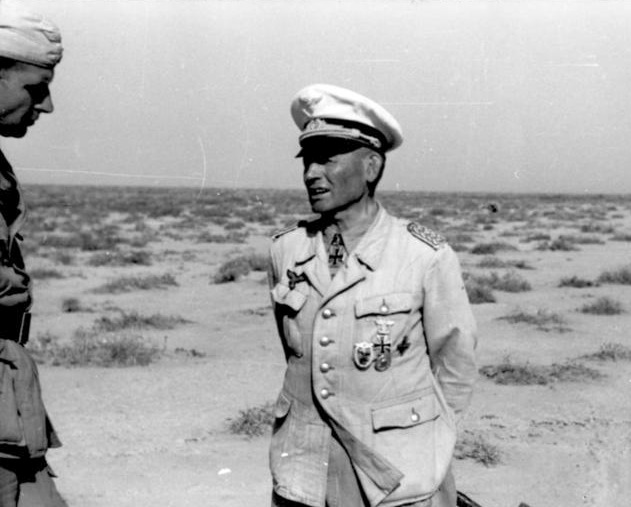
Ramcke in Libyen 1942

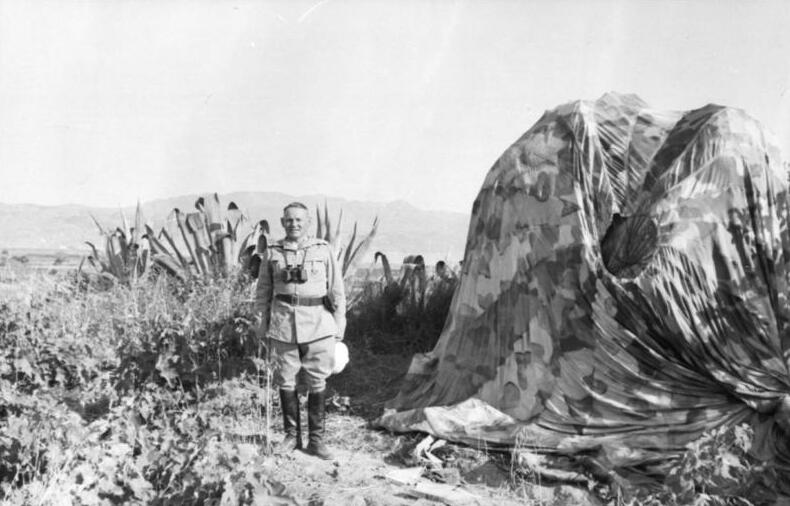
Bernhard-Hermann Ramcke neben Fallschirm auf Kreta, Mai 1941

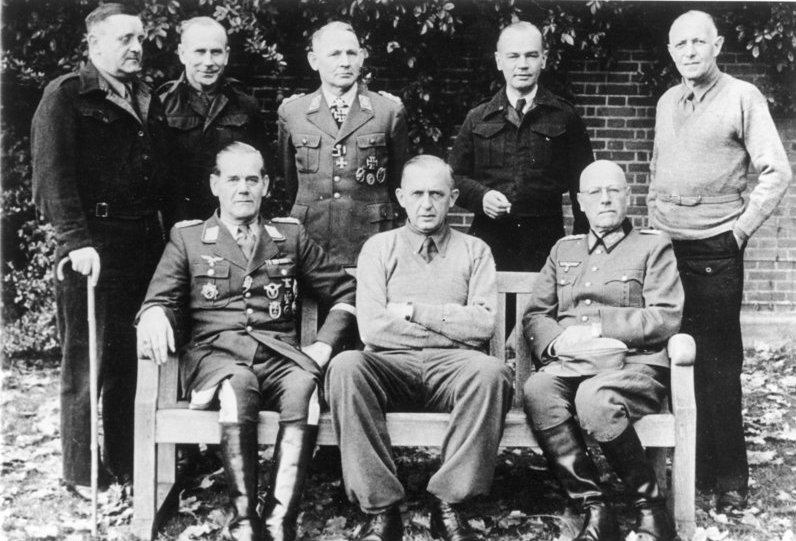
Ramcke in Trent Park (hinten Mitte)

Hermann-Bernhard Ramcke (* 24. Januar 1889 in Schleswig; † 5. Juli 1968 in Kappeln) war ein wegen Kriegsverbrechen verurteilter deutscher Offizier, zuletzt General der Fallschirmtruppe der Wehrmacht.

## Leben

### Im Kaiserreich und in der Weimarer Republik
Ramcke war eines von acht Kindern des Erblandwirts Hermann Ramcke und trat als Schiffsjunge 1905 in die Kaiserliche Marine ein. Als der Erste Weltkrieg begann, war er Bootsmannsmaat und tat Dienst auf dem Großen Kreuzer Prinz Adalbert. 1915 wurde er zur Marineinfanterie nach Flandern kommandiert, wo er im 2. Matrosen-Regiment diente. 1916 erhielt Ramcke als Offiziersstellvertreter unter anderem das Eiserne Kreuz I. Klasse und das Preußische Goldene Militärverdienstkreuz, die höchsten militärischen Auszeichnungen für Unteroffiziere und Mannschaften im Ersten Weltkrieg. 1918 wurde er zum Leutnant befördert.
Nach dem Krieg kämpfte er 1919 in Kurland gegen die Rote Armee, unter anderem in Bauska, Schaulen und Alt-Rahden im Freikorps Cordt von Brandis, dem Erstürmer von Douaumont, wo er an einem Tag zweimal leicht und einmal schwer verwundet wurde. Sein Kampfgefährte war der damalige Unteroffizier und spätere Reichsstatthalter und SS-Obergruppenführer Friedrich Hildebrandt.
Am 10. März 1919 trat er zum Heer über und wurde in die Vorläufige Reichswehr aufgenommen, wo er als Zugführer und später als Kompanieoffizier im 1. (Preußisches) Infanterie-Regiment diente. Nach dem Besuch von Nachrichtenkursen an der Artillerieschule Jüterbog diente er als Nachrichtenoffizier in seinem Regiment. Von 1923 bis 1925 war er Adjutant des Kommandanten des Truppenübungsplatzes Arys. Danach folgte sein Wechsel zum 2. (Preußisches) Infanterie-Regiment, wo er im Stab des III. Bataillons und ab 1927 unter gleichzeitiger Beförderung zum Hauptmann als Kompaniechef tätig war.

### Im „Dritten Reich“
Kurz nach der Beförderung zum Major im September 1934 folgte die Ernennung zum Kommandeur des III. Bataillons. Von 1936 bis 1938 diente er im Stab des Kommandanten des Truppenübungsplatzes Groß Born, um anschließend, inzwischen Oberstleutnant, selbst Kommandant des Truppenübungsplatzes Zeithain zu werden.
Während des Überfalls auf Polen war er dem XXII. (motorisierten) Armeekorps unter Ewald von Kleist als Beobachter zugeteilt. Vom 16. Januar bis 18. Juli 1940 war er Kommandeur des Infanterie-Ersatzregiments 69 und wurde am 1. März 1940 zum Oberst befördert.
Am 1. August 1940 wechselte er zur Fallschirmtruppe der Luftwaffe und wurde nach der Absolvierung des Fallschirmspringerlehrgangs auf dem Fliegerhorst Broitzem dem Stab des Fallschirmjäger-Regiments 1 zugeteilt. Nach der Aufstellung des XI. Fliegerkorps unter Kurt Student am 1. Januar 1941 wurden ihm die diesem zugehörigen Ergänzungseinheiten und Schulen unterstellt. Ramcke, zunächst mit keinem Kommando bei der Luftlandung auf Kreta (Unternehmen Merkur) betraut, kommandierte dann die Verstärkungskräfte aus zurückgebliebenen Einheiten, die nachgeführt wurden.
Nach der Verwundung des Kommandeurs des Luftlande-Sturm-Regiments 1, Generalmajor Eugen Meindl, am ersten Tag der Schlacht um Kreta, wurde Ramcke an dessen Stelle mit der Führung des Regiments sowie der Gruppe West beauftragt. Mit dieser gelang ihm in den nächsten Tagen die Sicherung des Flugplatzes und Umfelds von Maleme, woraufhin sich die Briten entschlossen, die Insel aufzugeben und abzuziehen. In den Tagen nach der Schlacht verübten Truppen des Luftlande-Sturm-Regiments auf Befehl Students Vergeltungsmaßnahmen an kretischen Zivilisten in Kandanos und Kondomari. Nach der Eroberung Kretas wurde Ramcke am 1. August 1941 zum Generalmajor befördert und am 21. August 1941 mit dem Ritterkreuz des Eisernen Kreuzes ausgezeichnet.
Im März 1942 wurde Ramcke zum italienischen Comando Supremo abkommandiert, um die Vorbereitung der Fallschirmjägerdivision „Folgore“ auf das Unternehmen Herkules, die geplante Eroberung Maltas, zu unterstützen. Im April 1942 wurde er mit der Führung der Fallschirmjäger-Brigade 1 (Ramcke) beauftragt, die für das Unternehmen Herkules vorgesehen war. Nach der Streichung des Unternehmens wurde er mit der Brigade nach Nordafrika verlegt, um die deutsch-italienische Panzerarmee Afrika im Afrikafeldzug zu verstärken. Trotz Versorgungsmängeln seiner Brigade insbesondere mit Wasser ging er mit seinem Dienstfahrzeug auf die Jagd nach Wildgazellen. Während der zweiten Schlacht von El Alamein im November 1942 wurde seine Brigade vom Rest der Panzerarmee abgeschnitten. Ramcke marschierte mit seinen Männern 130 km zu den eigenen Linien und befreite auf dem Weg 100 Gefangene. Dafür wurde ihm am 13. November 1942 das Eichenlaub zum Ritterkreuz verliehen. Am 21. Dezember wurde er zum Generalleutnant befördert.
Am 12. Februar 1943 wurde er zum Kommandeur der neuaufgestellten 2. Fallschirmjäger-Division ernannt. Mit dieser wurde er nach dem Sturz Benito Mussolinis am 26. Juli 1943 in die Nähe von Rom geflogen, da man nun einen Abfall des italienischen Verbündeten befürchtete. Nach der Verkündung des Waffenstillstands von Cassibile und der Auslösung des Falls Achse am 8. September 1943 wurde die Division in Kämpfe mit dem italienischen Corpo d’armata motocorazzato verwickelt. Teile von Ramckes Division führten in dieser Zeit mehrere Kommandounternehmen durch, darunter die versuchte Gefangennahme des italienischen Generalstabs in Monterotondo und das Unternehmen Eiche, die Befreiung Mussolinis vom Gran Sasso. Ramcke selbst wurde im September bei einem Tieffliegerangriff verletzt und musste die Führung der Division abgeben.
Nach seiner Genesung erhielt Ramcke Sonderurlaub, um das Buch Vom Schiffsjungen zum Fallschirmjägergeneral zu verfassen, das noch im Krieg veröffentlicht wurde. Er wurde dadurch vom Einsatz an der Ostfront verschont und übernahm die schwer angeschlagene 2. Fallschirmjägerdivision erst wieder im Mai 1944, als diese nach sechsmonatigem Kampfeinsatz in der Ukraine zur Auffrischung nach Deutschland verlegt wurde.
Nach der Landung der Alliierten in der Normandie wurde die Division in die Bretagne verschoben und mit der Verteidigung der Festung Brest während der Schlacht um die Bretagne beauftragt. Im Januar 1944 hatte Hitler alle wichtigen Hafenstädte im Westen – so auch Brest – zu „Festungen“ erklärt – eine vor allem symbolische Handlung. Am 11. August wurde Ramcke zum Festungskommandanten von Brest ernannt. In der Festung befanden sich außer der 2. Fallschirmjäger-Division noch die 266. und 343. Infanterie-Division und Truppen des Seekommandanten. 40.000 Deutsche verteidigten die Stadt Brest und den kriegswichtigen Hafen gegen eine amerikanische Panzerdivision, mehrere Artilleriebrigaden und eine Armada von Bombern und Jagdbombern. Für die Verteidigung Brests wurden Ramcke am 19. September 1944 sowohl die Schwerter wie auch die Brillanten zum Ritterkreuz verliehen. Diese außergewöhnliche Doppelverleihung erhielt er in Anerkennung seiner vermeintlich großen Verdienste um die Verteidigung von Brest und auch, um genügend „Abstand“ herzustellen zu den ihm unterstehenden Offizieren (Konteradmiral Otto Kähler, Generalmajor Hans von der Mosel, der das Eichenlaub erhielt, und Generalmajor Hans Kroh, der mit den Schwertern zum Eichenlaub des Ritterkreuzes ausgezeichnet wurde). Außerdem wurde Ramcke mit Wirkung vom 1. September 1944 zum General der Fallschirmtruppe befördert.
Sein Befehlsstand unter Oberst Erich Pietzonka kapitulierte als letzter Bunker der „Festung“ Brest am 19. September 1944. Die Stadt Brest und ihr Hafen wurden – bis auf wenige mittelalterliche Gebäude – während der Kämpfe völlig zerstört. Mehr als 1000 deutsche Soldaten fielen, 4000 wurden verwundet, 35.000 gerieten in Kriegsgefangenschaft. Die deutschen Soldaten kämpften jedoch keineswegs so fanatisch „bis zum letzten Mann“, wie es zum Beispiel in OKW-Befehlen von Februar 1944 zur Verteidigung von Festungen verlangt worden war. Auch der Aufforderung, niemals zu kapitulieren, wurde in keiner der Hafenstädte nachgekommen. Propagandaminister Joseph Goebbels äußerte sich enttäuscht, dass Ramcke „so wenig Gefühl für Unsterblichkeit besitzt“ und sich ergeben habe, anstatt Suizid zu begehen.

### Kriegsgefangenschaft und Nachkriegszeit
Er wurde – nach einer sechsmonatigen Zwischenstation in Trent Park/England – in die USA gebracht. Er brach dort zweimal aus streng gesicherten Lagern aus, um auf die schlechte Behandlung seiner Männer aufmerksam zu machen. Bei beiden Ausbrüchen schickte er einen Brief an den US-Senat ab und kehrte danach freiwillig zu dem Lager zurück.
Im Dezember 1946 wurde er an Frankreich ausgeliefert und wegen Kriegsverbrechen im Kampf um Brest am 21. März 1951 zu einer Freiheitsstrafe von fünfeinhalb Jahren verurteilt. Unter anderem verurteilte man ihn wegen der Geiselnahme und Ermordung französischer Zivilisten, der Plünderung privaten Eigentums und der absichtlichen Zerstörung und Niederbrennung von zivilen Wohnhäusern. Bereits am 24. Juni wurde er – unter Anrechnung seiner Untersuchungshaft von 57 Monaten – aus Altersgründen entlassen.
Nach seiner Entlassung war er als leitender Angestellter in einem Industrieunternehmen tätig und schrieb ein Buch über seine Kriegserlebnisse und die nachfolgende Kriegsgefangenschaft. 1951 forderte er in einer Rede vor 5000 ehemaligen deutschen Fallschirmspringern, einen deutschen Beitrag zur Verteidigung Westeuropas von drei Dingen abhängig zu machen: der Freilassung aller „sogenannten Kriegsverbrecher“, einer völligen militärischen Gleichberechtigung Westdeutschlands sowie einer unverzüglichen „Einstellung der Defamierungskampagne“ seitens der Alliierten gegen „das deutsche Volk, das mit seinem Leben das Vaterland verteidigte“. Im Oktober 1952 nahm Ramcke an einem Treffen von Angehörigen der früheren Waffen-SS in Verden teil und führte in einer Rede aus, die Angehörigen der Waffen-SS könnten stolz darauf sein, auf „Schwarzen Listen“ gestanden zu haben. Es sei nicht ausgeschlossen, dass diese „Schwarzen Listen“ wieder Ehrenlisten würden. Nach Angaben des britischen Geheimdienstes hatte er Kontakte zum Naumann-Kreis, einer Gruppierung ehemaliger Nationalsozialisten rund um den Ex-Staatssekretär Werner Naumann, die die FDP unterwandern wollte. Ramckes Beleidigungsklage 1959 gegen Erich Kuby wegen dessen Darstellung der Ereignisse in Brest (in einem Hörspiel) endete mit Kubys Freispruch. Kuby hatte die Vernichtung von Brest als Soldat selbst miterlebt.
Ramcke starb am 5. Juli 1968 in Kappeln an einem Krebsleiden. Dass bei der Beisetzung eine Kompanie der Bundeswehr zugegen war, wurde in der deutschen und internationalen Presse kontrovers diskutiert.
Bei der Beerdigung wurden Grüße der Ordensgemeinschaft der Ritterkreuzträger, der HIAG und anderer „soldatischer Traditionsgemeinschaften“ überbracht. Kurt Student war einer der Redner.

## Rezeption in rechtsextremen Kreisen
Die rechtsextreme National-Zeitung porträtierte Ramcke im Juli 1999 in ihrer Serie „Große deutsche Soldaten – unsterbliche Helden“. Ramcke wird als hervorragender deutscher Soldat bezeichnet, der „härteste Bewährungen bestanden“ und sich durch „Draufgängertum, Tapferkeit und Zähigkeit“ ausgezeichnet habe, beispielsweise bei der „spektakulären Eroberung Kretas“. In der Serie wurden ausschließlich dem NS-Regime treu ergebene Soldaten gewürdigt, zum Teil unter Verwendung von sprachlichen Formeln der Wehrmachts- und NS-Propaganda. Der Politikwissenschaftler Fabian Virchow ordnet die Serie in „die Vorstellung der extremen Rechten von den auf die Tat orientierten, den Lauf des Geschehens/der Geschichte im Interesse des ‚nationalen‘ oder ‚völkischen‘ Kollektivs gestaltenden Männern“ ein. Die Charakterisierungen verwiesen „zugleich auf eine Konzeptualisierung von Männlichkeit, deren Profil – sehr vereinseitigt – durch Eigenschaften wie ‚Härte‘, ‚Opferbereitschaft‘, ‚Todesmut‘, ‚Tapferkeit‘, ‚Zähigkeit‘, ‚Schneid‘ oder ‚Steherqualitäten‘ zu markieren wäre“.

## Auszeichnungen
- Ritterkreuz des Eisernen Kreuzes mit Eichenlaub, Schwertern und Brillanten[1]
  - Brillanten am 19. September 1944 (20. Verleihung)
  - Schwerter am 19. September 1944 (99. Verleihung)
  - Eichenlaub am 13. November 1942 (145. Verleihung)
  - Ritterkreuz am 21. August 1941
- Spange zum Eisernen Kreuz II. und I. Klasse
- Nennung im Wehrmachtbericht am 9. Juni 1941, 9. November 1942, 10. September 1942, 10. und 21. September 1944
- Ärmelband Kreta
- Ärmelband Afrika
- Italienische Tapferkeitsmedaille in Silber
- Erdkampfabzeichen der Luftwaffe
- Fallschirmschützenabzeichen der Luftwaffe
- Wehrmacht-Dienstauszeichnung IV. bis I. Klasse
- Baltenkreuz II. und I. Klasse
- Verwundetenabzeichen (1918) in Gold[14]

## Veröffentlichungen
- Vom Ritterkreuzträger zum Angeklagten. Nation-Europa-Verlag, Coburg 2001, ISBN 3-920677-57-9.
- Fallschirmjäger. Schütz, Preußisch Oldendorf 1973.
- Fallschirmjäger, damals und danach. Lorch, Frankfurt am Main 1951.
- Vom Schiffsjungen zum Fallschirmjäger-General. Verlag Die Wehrmacht, Berlin 1943.